# Guayaques
Le Guayaques est un massif volcanique situé sur la frontière entre la Bolivie et le Chili. Il est composé de plusieurs dômes de lave rhyodacitique alignés sur dix kilomètres et culminant au Guayaques avec 5 598 mètres d'altitude.

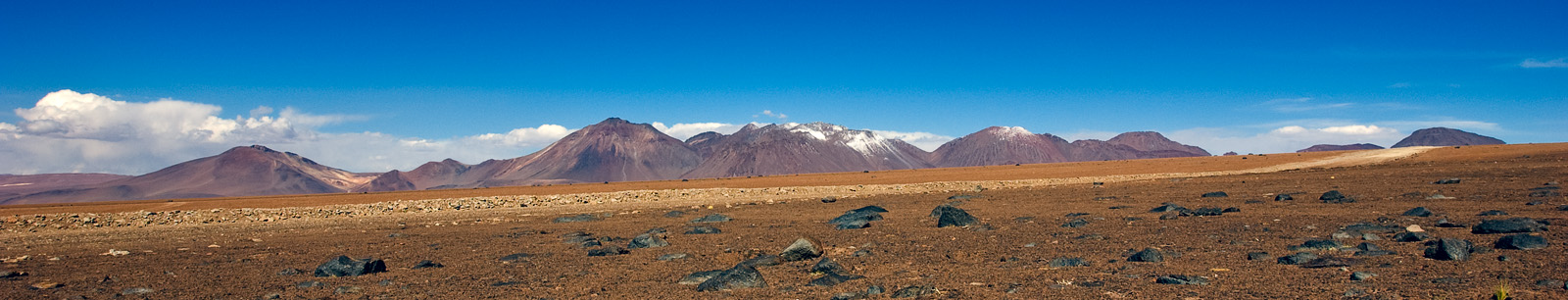
Vue panoramique d'une partie du Guayaques.